# Гаррі Лоренс Фрімен
Гаррі Лоренс Фрімен (англ. Harry Lawrence Freeman; 1869–1954) — афроамериканець, американський оперний композитор, диригент, імпресаріо і викладач. Був першим афроамериканцем, який складав опери, написав за довгу кар'єру вчителя та композитора майже два десятки творів у цьому жанрі.
За життя був відомий як «чорний Вагнер».

## Біографія
Афроамериканський оперний композитор Гаррі Лоренс Фріман, син Лемюеля Фрімена та Агнес Сімс-Фріман, народився 9 жовтня 1869 року в Клівленді, штат Огайо. Родина Фріман була вільними землевласниками в Клівленді за кілька десятиліть до Громадянської війни. Подейкують, що його мати мала чудовий голос співачки, а ярий Гаррі в ранньому віці виявляв виняткові музичні здібності. До 12 років він організував дитячий вокальний квартет, у якому був першим дискантом.
До десяти років Гаррі Фрімен самостійно навчився грати на фортепіано та був помічником церковного органіста. У віці 18 років після відвідин опери Ріхарда Вагнера «Тангейзер», він почав складати свою власну музику. Вже в 22 роки він заснував у Денвері, штат Колорадо, оперну трупу Freeman Opera Company. У Клівленді він навчався теорії музики під керівництвом американського композитора Йоганна Бека — диригента Клівлендського симфонічного оркестру (Cleveland Symphony, не плутати з Клівлендським оркестром), який порівняв музичний стиль Фрімена зі стилем Вагнера. Бек побачив здібності Фрімена як композитора і сказав, що «Фріман має важливі якості характеру, які зробили Вагнера величним. Його композиції напрочуд масштабні за задумом, а музика докладно передає настрій». Можливо, через цей коментар Фрімена у пресі охрестили «кольоровим (чорним) Вагнером» — прізвисько, яке супроводжувало його все життя. У музиці Фрімена простежується вплив Вагнера, особливо у використанні лейтмотивів та оркестрування. Фріман планував написати цикл із чотирьох музичних драм, заснованих на африканських міфах, ймовірно, також під враженням «Кільцевих циклів» Ріхарда Вагнера. Його перша опера — «Ептелія» («Epthelia»), була виконана в Німецькому театрі в Денвері в 1891.
У 1898 році Фрімен одружився з Шарлоттою Луїз Томас з Чарлстона, Південна Кароліна, яка була співачкою (сопрано). 1900 року в них народився син Вальдо. Протягом наступного десятиліття сім'я жила в Клівленді, Чикаго та Ксенії (штат Огайо), де Фрімен викладав в університеті Wilberforce University в 1902—1903 роках. Наприкінці 1890-х Фрімен розпочав роботу над оперою, заснованою на африканській міфології, а також опублікував популярні пісні під назвою Х. Фрімен. У 1898 році була закінчена його друга опера «Нада», пізніше перероблена і вийшла під назвою «Зулуки».
Фріман написав лібрето і склав музику для кожної зі своїх опер, окрім «Озії». Незважаючи на високу оцінку, Фрімен міг реалізувати свій талант лише у так званій «расовій» музиці. Між 1895 та 1899 роками він гастролював із групою американських поетів-музикантів, у якій був перший афроамериканський артист Ернест Хоган і згодом написав частину музики для його музичних комедій. З 1902 до 1904 року він керував музичною програмою в Університеті Вілберфорс. У 1906 році Гаррі та Карлотта працювали в нещодавно створеному Театрі Пекіна в Чикаго, першому театрі такого роду, в якому керівництво та виконавці були афроамериканцями. Приблизно з 1894 по 1904 Х. Лоуренс Фріман написав і опублікував ряд популярних пісень під псевдонімом «Гаррі Фрімен», що принесло йому репутацію «хітового» композитора в певних колах, відтоді пізніші роботи композитор підписував виключно як «Гаррі Фріман».
Близько 1908 року родина Фріменів переїхала в Гарлем, Нью-Йорк.
Крім великої опери, Гаррі Фрімен писав іншу музику, працював музичним керівником водевілей та труп музичних театрів на початку 1900-х років. Серед них була трупа Musical Comedy Company Ернеста Хогана, примадонною якої була Карлотта Фрімен, а також трупа Афроамериканського музичного театру Коула-Джонсона та трупа музичної комедії Джона Ларкінса. У 1934 році він був композитором і музичним керівником театралізованої вистави «О, заспівай нову пісню» (O Sing a New Song) — гучної події на Всесвітній виставці в Чикаго, присвяченій афроамериканському досвіду.
У 1908 році він перевіз родину до Нью-Йорку. З 1909 по 1910 рік був музичним керівником компанії Cole-Johnson Brothers Company, яка продюсувала популярні мюзикли Tin Pan Alley, а потім кілька років був музичним керівником компанії John Larkins Musical Comedy Company. В 1912 заснував і був керівником Негритянського хорового товариства, хору приблизно з 75 голосів. У 1920 році Фрімани заснували трупу «Негритянську трупу Гранд Опера» (Negro Grand Opera Company), яка здійснила кілька постановок його власних творів та надавала можливості для виступу афроамериканським співакам. У тому ж році Х. Лоуренс Фриман заснував у Гарлемі власну Салемську музичну школу, яку через кілька років було перейменовано на Музичну школу Фрімена. Приблизно з 1920 року Вальдо Фріман був бізнес-менеджером свого батька, шукав можливості для виробництва та публікації опер — він був менеджером негритянської трупи Grand Opera, а також став виконавчим директором Гільдії розваг друзів. Всі троє Фріменів міцно увійшли в культурне життя Гарлемського Відродження, а їх у наступні роки служив імпровізованим салоном для таких постатей, як Юбі Блейк, Ноубл Сіссл, Маріон Андерсон, Мюріель Ран та Олена Хорн.
Дружина, Карлотта, разом із сином Вальдо (баритон), виконували головні партії в багатьох постановках. Наприкінці 1920-х років творчість Г. А. Лоуренса стала добре відомою в Нью-Йорку завдяки його виступам, викладанню та роботі музичним критиком та есеїстом для New Amsterdam News та афроамериканських газетах. У 1928 році його опера «Вуду» була поставлена в Театрі на 52-й улице, а концертне виконання тієї ж опери транслювалося в прямому етері по радіостанції WGBS. Фріман отримав премію Хармона за вагомі досягнення афроамериканця в галузі мистецтва та літератури у 1930 році. Серед інших 11 одержувачів був Адам Клейтон Пауелл. Пізніше того ж року він виконав уривки з кількох своїх опер у Карнегі-холі.
Наприкінці 1930-х років було здійснено кілька постановок і безліч невдалих спроб постановки опер Фрімена, насамперед постановка Венденти в Park Palace в 1937 році. Вальдо намагався уявити роботи батька на популярних, а не лише на історичних майданчиках, де виступали афроамериканці. p align="justify"> Робота Фріменов була значною мірою призупинена під час Другої світової війни. У 1947 році була поставлена опера «Страждалець» у Карнегі-холі. Х. Лоуренс керував міжрасовим складом. Постановка отримала позитивні відгуки як у центральних, так і в афроамериканських газетах. Більшість критиків написали, що це був історичний момент, але багато хто також відзначив, що робота не була завершена, особливо в музичній частині, і потребувала доопрацювання. Багато хто критикував змішання джазу, африканських пісень і традиційної західної класичної музики, що використовувалася під час виконання арій або в музичних частинах, що повторюються. Недосконалість оркестрів зазначалося й інших постановках опер Фрімена. Пізніше Вальдо Фріман сказав, що пошук і репетиції інструменталістів були одним із найскладніших завдань під час підготовки уявлень, оскільки знайти музикантів, які однаково добре почуваються як у західному класичному, так і в джазовому стилях, було досить важко.
Загинув 24 березня 1954 року у Нью-Йорку у віці 85 років. Його дружина Карлотта померла через три місяці.

## Досягнення
Був першим афроамериканцем, який писав і ставив опери. Прем'єра опери «Вальдо» (1906) відбулася в Клівлендському залі Вейсгербера, а опера «Вуду» (1914) стала першою афроамериканською оперою, яка була виконана в театральному районі Нью-Йорка на Бродвеї 10 вересня 1928.
- «Вуду» (1914) стала першою афроамериканською оперою, представленою в нью-йоркському театральному кварталі Бродвей 10 вересня 1928 року.
- Гаррі Лоуренс Фріман двічі виступав у Карнегі-холі — в 1930 і в 1947 році.
- Фріман опублікував багато популярних пісень, аранжувань духовних пісень афроамериканців-протестантів, музику для концертної зали, у тому числі «Любов Помпеї», цикл пісень «Мій син», кантату, симфонічну поему «Раб і Соломія», музику для балету з хором.
- Фрімани започаткували три художні організації — «Гільдію розваг друзів», «Негритянську трупу Гранд Опера» та «Фонд Африканської опери».
- Фріман залишив рукопис неопублікованої книги «Негр у класичній музиці та опері», статтю про «Музичний світогляд», лібрето до своїх опер, кілька п'єс та сценаріїв.
- Гаррі Лоренс Фрімен був удостоєний престижної премії Harmon Foundation Award[en] у 1930 році за досягнення у музиці.
- Двадцять одна його опера, а також багато інших творів Фрімена в рукописах зберігаються в колекції Колумбійського університету[6].